# Богдановка (Нововаршавский район)
Богдановка — деревня в Нововаршавском районе Омской области России. Входит в состав Новороссийского сельского поселения. Население 396 чел. (2010) .

## История
Основана в 1921 г. переехавшими сюда из Крутинского района дер.Тихвинка переселенцами. Так как основную массу крестьян дер.Тихвинка составляли переселенцы из Богдановки, то и новую деревню назвали Богдановкой. Одновременно была организована коммуна, инициаторами создания которой выступили Беляев Ф.Т., Камнев П.А., Савкина М.А.
В 1929 г. был образован колхоз "Коминтерн", первым председателем которого стал Врахов П.П.
В 1936 г. появились первые трактора под управлением Бабарыкина А.М., Бабарыкина С.М. и Коваленко М. К 1967 г. площадь посевов достигла 4500 га, содержалось 2000 голов КРС, произведено 450 тн мяса.
В соответствии с Законом Омской области от 30 июля 2004 года № 548-ОЗ «О границах и статусе муниципальных образований Омской области» деревня вошла в состав образованного муниципального образования «Новороссийское сельское поселение».

## География
Богдановка находится в юго-восточной части региона,  в пределах Ишимской равнины, являющейся частью Западно-Сибирской равнины, у оз. Богдановское (озеро, Нововаршавский район), рек Ахмин и Чёрная, в пойме р. Иртыш
Уличная сеть состоит из четырёх географических объектов:
ул. Береговая, ул. Коломзино, ул. Новосельская и ул. Школьная.

## Население
| 2010 |
| ---- |
| 396  |

Гендерный состав
По данным Всероссийской переписи населения 2010 года в гендерной структуре населения из 396 человек мужчин — 199, женщин — 197 (50,3	и 49,7 % соответственно) .
Национальный состав
Согласно результатам переписи 2002 года, в национальной структуре населения русские составляли 62 %, казахи	31 % от общей численности населения в 361 чел..

## Инфраструктура
фельдшерско-акушерский пункт (структурное подразделение Нововаршавской ЦРБ), по адресу ул.Школьная, 1А .

## Транспорт
Просёлочные дороги. 